# Ivy Lee

Ivy Lee

Ivy Ledbetter Lee (* 16. Juli 1877 bei Cedartown, Georgia; † 9. November 1934 in New York, NY) war ein US-amerikanischer Kommunikationsmanager, -berater und Autor. Lee gilt neben Edward Bernays als einer der Begründer der modernen Public Relations (PR).

## Wirken
Lee studierte in Princeton, arbeitete ab 1899 als Zeitungsreporter und berichtete unter anderem von der Wall Street, dem Finanzzentrum der Vereinigten Staaten von Amerika. Zusammen mit George Parker eröffnete Lee im Jahr 1904 die dritte PR-Agentur in den USA, Parker & Lee. Anders als die anderen Agenturen, die vornehmlich als Puffer zwischen Unternehmen und Medien fungierten und Nachrichten vertuschten und verschleierten, versorgte Ivy Lee die Öffentlichkeit mit Informationen. Lee nutzte als einer der ersten PR-Verantwortlichen die Pressemitteilung als ein Instrument der Kommunikation von Unternehmen mit der Öffentlichkeit. Er gilt als Begründer des PR-Krisenmanagements.
Ab 1906 arbeitete Lee für die Pennsylvania Railroad, die wie andere Eisenbahnen in Verruf stand. Man warf der Pennsylvania Railroad vor allem Preistreiberei vor und das Sparen auf Kosten der Sicherheit. Mit positiven Presse-Berichten, Vorträgen und anderen Aktivitäten kreierte Lee in der Öffentlichkeit das Bild eines kundenfreundlichen Unternehmens. 1912 wurde Lee Assistent der Geschäftsleitung der Pennsylvania Railroad.
Zu den prominentesten Kunden von Ivy Lee gehörten die Unternehmer John D. Rockefeller, Jr. und sein Vater John Rockefeller Sr. Nach einem blutig niedergeschlagenen Streik von Arbeitern und ihren Familien in einer Kohlenmine des Rockefeller-Imperiums in Ludlow, Colorado im Jahr 1914, bekannt geworden als das Ludlow-Massaker, verbesserte Ivy Lee das Image von Rockefeller Jr. und der Minengesellschaft. Nach diesem Erfolg steigerte Ivy Lee das Ansehen des unbeliebten Öl-Milliardärs Rockefeller Sr. Lee lancierte positive Berichte aus dem Privatleben Rockefellers und schuf damit Vorbilder für die späteren Homestorys, bei denen Prominente Einblicke in ihr Privatleben geben.
Später arbeitete Lee für zahlreiche große US-Firmen, unter anderem für die Stahlfirma Bethlehem Steel.
Weil Lee im Zusammenhang mit dem Ludlow Massaker Unwahrheiten verbreitet hatte, nannten ihn Reporter Poison Ivy (Giftefeu). Weiter in die Kritik geriet Ivy Lee für seine Arbeit als PR-Berater der US-Tochtergesellschaften im F-Kreis des deutschen Chemie-Kartells I.G. Farben, das den Aufstieg der Nationalsozialisten förderte. Mehrfach reiste Lee nach Deutschland, traf Wirtschaftsführer und Größen der NSDAP. Im Frühjahr 1934 musste er sich deswegen vor einem Untersuchungsausschuss des Kongresses verantworten. Details zu Lees Arbeit in Deutschland liegen bis heute im Dunkeln.
Am 9. November 1934 starb Ivy Ledbetter Lee im Alter von 57 Jahren an den Folgen eines Gehirntumors.

## Theoretische Grundlagen
Mit seiner 1906 veröffentlichten Declaration of Principles versuchte Ivy Lee, Standards für seine PR-Arbeit zu definieren. Der erste Absatz lautete: This is not a secret press bureau. All our work is done in the open. We aim to supply news. (Dies ist kein geheimes Pressebüro. Unsere Arbeit ist transparent. Unser Ziel ist das Verbreiten von Neuigkeiten.) Diese Veröffentlichung war nach Meinung des Kommunikationswissenschaftlers Albert Oeckl die Geburtsstunde der modernen Public Relations.